# Galleria dell'Acquicella
La galleria dell'Acquicella è un tunnel ferroviario, a semplice binario, posto tra le due stazioni ferroviarie di Catania Centrale e di Catania Acquicella nella tratta urbana della ferrovia Catania-Siracusa, in Sicilia.

## Storia
La costruzione della galleria fu conseguenza della scelta del tracciato ferroviario a sud della città di Catania inserita nel progetto, del 1864, che la Società Vittorio Emanuele approntò per il proseguimento dei lavori di costruzione della linea ferroviaria proveniente da Messina per Siracusa e venne aperta al traffico contestualmente all'attivazione della tratta Catania-Bicocca. Il progetto scatenò una serrata opposizione tra le autorità, la Camera di Commercio e le maestranze cittadine e la società ferroviaria; queste chiedevano invece la realizzazione del percorso a nord, ma nonostante vari progetti presentati il Ministero dei lavori pubblici impose il progetto iniziale con poche varianti con il tunnel di attraversamento sotterraneo dei quartieri a sud ovest della città, oltre alla costruzione del lungo viadotto degli Archi della Marina.
Il tunnel di circa 1 km venne scavato a poca profondità nella roccia basaltica della Colata lavica del 1669 ed in parte realizzato a cielo aperto e poi ricoperto nella parte sottostante il piazzale antistante il Castello Ursino. All'imboccatura est vennero abbattute alcune costruzioni private e danneggiata l'area archeologica greco-romana dell'Indirizzo.
Nei primi anni sessanta fu oggetto di lavori di riprofilatura e consolidamento per adeguare la sagoma limite alla trazione elettrica.
Nonostante il potenziamento e raddoppio dei binari, operato sulla tratta ferroviaria Catania Centrale - Bicocca a fine anni sessanta, per le grandi difficoltà connesse alla sua localizzazione il tratto sotterraneo del tunnel è rimasto a semplice binario attrezzandolo con blocco automatico a correnti fisse reversibile. È previsto il suo raddoppio per il completamento del Passante ferroviario di Catania anche se permangono seri problemi strutturali ancora da risolvere stante la presenza dell'area archeologica e delle costruzioni cittadine soprastanti.